# Dalia sportive de Grombalia
Maillots
La Dalia sportive de Grombalia est un club tunisien de basket-ball basé à Grombalia.

## Historique
Le 3 juin 2006 reste gravé dans la jeune histoire du club. En finale de la coupe de Tunisie masculine, organisée à la salle omnisports de Radès, l'équipe remporte le trophée de justesse, sur un score de 73-70, face à la formation favorite du Stade nabeulien.
La section féminine du club remporte quant à elle l'édition 2011 de la coupe de Tunisie en s'imposant en finale devant l'Association sportive féminine de Jemmal (63-60).
En novembre 2016, la Dalia sportive de Grombalia participe pour la première fois de son histoire à un tournoi international, la coupe arabe des clubs champions, à Sousse. Elle prend la quatrième place de son groupe après avoir remporté un match contre Al-Seeb Sports Club (81-55) et perdu trois matchs contre l'Étoile sportive du Sahel (50-89), Al Mina'a Bassora (73-79) et Al-Gharafa SC (54-60). En quarts de finale, elle est éliminée face à l'Association sportive de Salé (69-73). 
En septembre 2017, l'équipe participe pour la première fois au tournoi Houssem-Eddine-Hariri au Liban et prend la quatrième et dernière place de la Poule A avec trois défaites et sans une victoire ; elle est éliminée après la phase de poules.
Le 22 décembre 2018, la Dalia sportive de Grombalia perd la finale de la coupe de la Fédération contre le Club africain (65-67) à la salle de Bir Challouf à Nabeul.
Lors du championnat de Tunisie 2019-2020, la DSG perd la demi-finale contre l'Étoile sportive de Radès en trois matchs (82-80/75-71 à Radès et 86-68 à Grombalia) et finalement prend la troisième place (choisie par la Fédération tunisienne de basket-ball).

## Palmarès
| National |
| --- |
| - Coupe de Tunisie masculine de basket-ball (1) : - Vainqueur : 2006 - Coupe de Tunisie féminine de basket-ball (1) : - Vainqueur : 2011 - Coupe de la Fédération (0) : - Finaliste : 2018 - Championnat de Tunisie D2 (1) : - Vainqueur : 2015 |

## Anciens joueurs
- Saif Aissaoui
- Ahed Ajmi
- Chahir Ben Zekri
- Naim Dhifallah
- Hamza Foudhaili
- Neji Jaziri
- Atef Maoua
- Haythem Saada
- Ahmed Smaali
- Maher Souabni
- Ahmed Trimech